# De Mariae virginitate
Il trattato De Mariae virginitate, di autore anonimo, scritto intorno all'ultimo ventennio del XVI secolo, probabilmente sotto l'influenza dello scisma che si era consumato in seno all'Inghilterra di Enrico VIII, presenta 95 tesi, che i filologi hanno sottolineato stabilire un parallelismo con le 95 tesi affisse da Lutero sulla porta della chiesa di Wietemberg nel 1517,  in cui viene abbozzata una spiegazione di carattere storico-scientifico contro uno dei dogmi fondamentali su cui si fonda il Cattolicesimo Romano: la verginità di Maria, madre di Gesù Cristo.

## L'invettiva anti-cattolica
L'autore del trattato non manca di inserire aspre critiche contro la Chiesa di Roma, accusando i pontefici di aver sfruttato il dogma della verginità di Maria per privare la figura femminile di qualsivoglia potere politico-religioso, subordinandolo ai dettami fallocratici della cattedra di San Pietro.
"Ecclesiam notum est virginitatem Mariae uti ut excludat mulieres ex religionibus"
"È risaputo che la Chiesa usi la verginità di Maria per escludere le donne dalle decisioni religiose."

## La condanna e la messa all'indice
La Chiesa arginò la già allora scarsa popolarità del trattato, emanando decreti che ne condannavano la pubblicazione. Nell'anno 1603, il pontefice Clemente VIII mise all'indice il libro, segnando così il termine dell'Indice dei libri proibiti, frutto della vittoria della compagine degli "Intransigenti", guidati dal cardinale Carafa.

## Il motivo dello scarso successo
Il trattato è molto poco conosciuto, a causa del tempestivo intervento della Chiesa. In aggiunta a questo, ad aver oscurato il nome del libro fu un evento che scosse l'intera Europa: la morte della regina Elisabetta I. Il subbuglio che aveva comportato la perdita della sovrana inglese aveva distolto temporaneamente l'attenzione europea dalle nuove pubblicazioni, specialmente di carattere religioso. Oggigiorno, si considera convenzionalmente il 1603 l'anno di completamento dell'Indice dei libri proibiti.